# Austrodecatoma
Austrodecatoma is een geslacht van vliesvleugeligen uit de familie Eurytomidae. De wetenschappelijke naam van dit geslacht is voor het eerst geldig gepubliceerd in 1925 door Girault.

## Soorten
Het geslacht Austrodecatoma omvat de volgende soorten:
- Austrodecatoma omninigra Girault, 1928
- Austrodecatoma rufigastra Narendran, 1994
- Austrodecatoma trinotata (Girault, 1915)